# Satoshi Yamaguchi (futbolista nacido en 1959)
Satoshi Yamaguchi (山口 悟 Yamaguchi Satoshi?,  nacido el 1 de agosto de 1959 en Oita) es un exfutbolista japonés que se desempeñaba como guardameta.
En 1981, Yamaguchi jugó para la Selección de fútbol de Japón.

## Trayectoria

### Clubes
| Club              | País  | Año         |
| ----------------- | ----- | ----------- |
| Mitsubishi Motors | Japón | 1978 - 1984 |

### Selección nacional
| Selección | País  | Año  |
| --------- | ----- | ---- |
| Absoluta  | Japón | 1981 |

## Estadística de equipo nacional
| Selección de Japón | Selección de Japón | Selección de Japón |
| Año                | Part.              | Goles              |
| ------------------ | ------------------ | ------------------ |
| 1981               | 1                  | 0                  |
| Total              | 1                  | 0                  |

## Palmarés

### Títulos nacionales
| Título                   | Club              | País  | Año  |
| ------------------------ | ----------------- | ----- | ---- |
| Copa Japan Soccer League | Mitsubishi Motors | Japón | 1978 |
| Japan Soccer League      | Mitsubishi Motors | Japón | 1978 |
| Copa del Emperador       | Mitsubishi Motors | Japón | 1978 |
| Copa del Emperador       | Mitsubishi Motors | Japón | 1980 |
| Copa Japan Soccer League | Mitsubishi Motors | Japón | 1981 |
| Japan Soccer League      | Mitsubishi Motors | Japón | 1982 |